# Andrea Guerra (Komponist)
Andrea Guerra (* 22. Oktober 1961 in Santarcangelo di Romagna, Provinz Rimini) ist ein italienischer Komponist.

## Biografie
Andrea Guerra ist der Sohn des italienischen Lyrikers und Drehbuchautoren Tonino Guerra. Er studierte in Bologna unter Ettore Ballotta Komposition und zog nach Rom, wo er sich als Filmkomponist etablieren konnte. Seit seinem Debüt mit Eine Liebesreise, einem Drama von Ottavio Fabbri und mit Omar Sharif und Lea Massari in den Hauptrollen, komponierte er sowohl für italienische Produktionen wie Die Ahnungslosen, Lampedusa und Pius XII. als auch für internationale Produktionen wie Zufällig verheiratet, Briefe an Julia und Hotel Ruanda. Für letztere erhielt er im Jahr 2005 gemeinsam mit Rupert Gregson-Williams einen Europäischen Filmpreis für die Beste Filmmusik.

## Filmografie (Auswahl)
- 1990: Eine Liebesreise (Viaggio d'amore)
- 1997: Cue Master (Il tocco: la sfida)
- 1999: The Protagonists
- 2001: Die Ahnungslosen (Le fate ignoranti)
- 2002: Lampedusa (Respiro)
- 2002: Semana Santa – Die Bruderschaft des Todes (Semana Santa)
- 2003: Das Fenster gegenüber (La finestra di fronte)
- 2004: Hotel Ruanda (Hotel Rwanda)
- 2004: Nero – Die dunkle Seite der Macht (Imperium: Nerone)
- 2006: Das Streben nach Glück (The Pursuit of Happyness)
- 2006: Eiskalt – Arrivederci amore, ciao (Arrivederci amore, ciao)
- 2007: Donkey Schott (Donkey Xote)
- 2008: Birdwatchers – Das Land der roten Menschen (BirdWatchers – La terra degli uomini rossi)
- 2008: Coco Chanel
- 2008: Feuerherz
- 2008: Zufällig verheiratet (The Accidental Husband)
- 2009: Nine
- 2010: Ausnahmesituation (Extraordinary Measures)
- 2010: Briefe an Julia (Letters to Juliet)
- 2010: Pius XII.
- 2011: Cinderella – Ein Liebesmärchen in Rom (Cenerentola)
- 2011: Du wirst schon noch sehen, wozu es gut ist (Someday This Pain Will Be Useful to You)
- 2011: Atelier Fontana – Le sorelle della moda
- 2012: Der junge Montalbano (Il giovane Montalbano, Miniserie, sechs Folgen)
- 2012: Kiss the Coach (Playing for Keeps)
- 2017: Un passo dal cielo, Vol. 4
- 2023: Nuovo Olimpo